# Pedicularis numeniicephala
Pedicularis numeniicephala är en snyltrotsväxtart som beskrevs av T. Yamazaki. Pedicularis numeniicephala ingår i släktet spiror, och familjen snyltrotsväxter. Inga underarter finns listade i Catalogue of Life.